# Cyril Peacock
Cyril Francis Peacock (19 de setembro de 1929 — 31 de dezembro de 1992) foi um ciclista britânico que foi campeão mundial de ciclismo da UCI em 1954.
Defendeu as cores do Reino Unido nos Jogos Olímpicos de 1952, em Helsinque, onde terminou em quarto lugar na prova de velocidade.
Campeão dos Jogos Commonwealth em 1954.